# 바다의 사자들
"바다의 사자들"은 한국에서 제작된 이재웅 감독의 1976년 드라마, 멜로/로맨스 영화이다. 김경수 등이 주연으로 출연하였고 이우석 등이 제작에 참여하였다.

## 출연

### 주연
- 김경수
- 채령
- 황해